# Piramida Amenemhata II

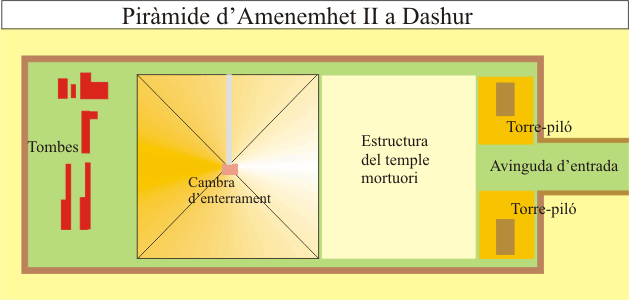
Plan piramidy Amenemhata II

Piramida Amenemhata II (Biała Piramida) - piramida w Dahszur wzniesiona dla faraona z XII dynastii - Amenemhata II. W starożytności cały kompleks zwano Amenemhat jest Opiekuńczy.
Piramida stoi na wschód do Piramidy Snofru (Czerwonej) na starym królewskim cmentarzu i jest otoczona murem obronnym o rozmiarach 93 x 225 m.
Rdzeń piramidy zbudowany został z białych wapiennych bloków (dlatego lokalna ludność nazwała ją Białą Piramidą). Piramida jest wysoka na 84 m.
Wejście do piramidy znajduje się pośrodku północnego boku budowli i jest ukryte w kaplicy. Od wejścia w dół prowadzi zstępujący korytarz. W dolnej części korytarz biegnie poziomo do komory grobowej ułożonej w osi piramidy. Przy zachodniej ścianie stoi sarkofag wykonany z kwarcytu.